# Christian Cannuyer
Christian Cannuyer (né le 17 décembre 1957) est un historien des religions, coptologue et généalogiste belge, professeur à l'Université catholique de Lille.

## Carrière
Christian Cannuyer est maître de conférence et enseigne les religions du Proche-Orient ancien, l'histoire de l'Église et des Églises orientales, ainsi que le copte à la faculté de théologie de l'Université catholique de Lille,. Il a publié plusieurs ouvrages, dont un volume sur les Coptes aux éditions Brepols (prix Eugène Goblet d'Alviella 1991 d'histoire des religions décerné par l'Académie royale de Belgique),; un livre richement illustré pour la collection « Découvertes Gallimard », L'Égypte copte. Les chrétiens du Nil. ainsi que de nombreux articles, par exemple sur « Akhénaton, précurseur du monothéisme? », « Histoire de la Nubie chrétienne », etc. Outre la coptologie et la généalogie, Cannuyer travaille également sur le thème de la foi bahá'íe.
Christian Cannuyer dirige la collection « Fils d'Abraham » chez Brepols. Il est président de la Société royale belge d'études orientales depuis 1994, membre du conseil d'administration de l'association francophone de coptologie ainsi que de l’Académie internationale des sciences religieuses. 
Depuis 2013, il est directeur de l'association « Solidarité Orient », pendant belge de l’Œuvre d’Orient française, et il dirige la revue Solidarité-Orient, publiée à Bruxelles par cet organisme. Il anime par ailleurs une émission de radio intitulée « Solidarité Orient » sur RCF Radio. En 2018, l'imam Ahmed Al-Tayyeb, recteur de la mosquée Al-Azhar, lui a remis la médaille d’or d’Al-Azhar pour son activité scientifique et son engagement dans le dialogue islamo-chrétien.
En outre, il est secrétaire de l'association Marcel Thémont qui, depuis 1990, milite pour la défense du patrimoine de Brugelette,.

## Publications (liste partielle)

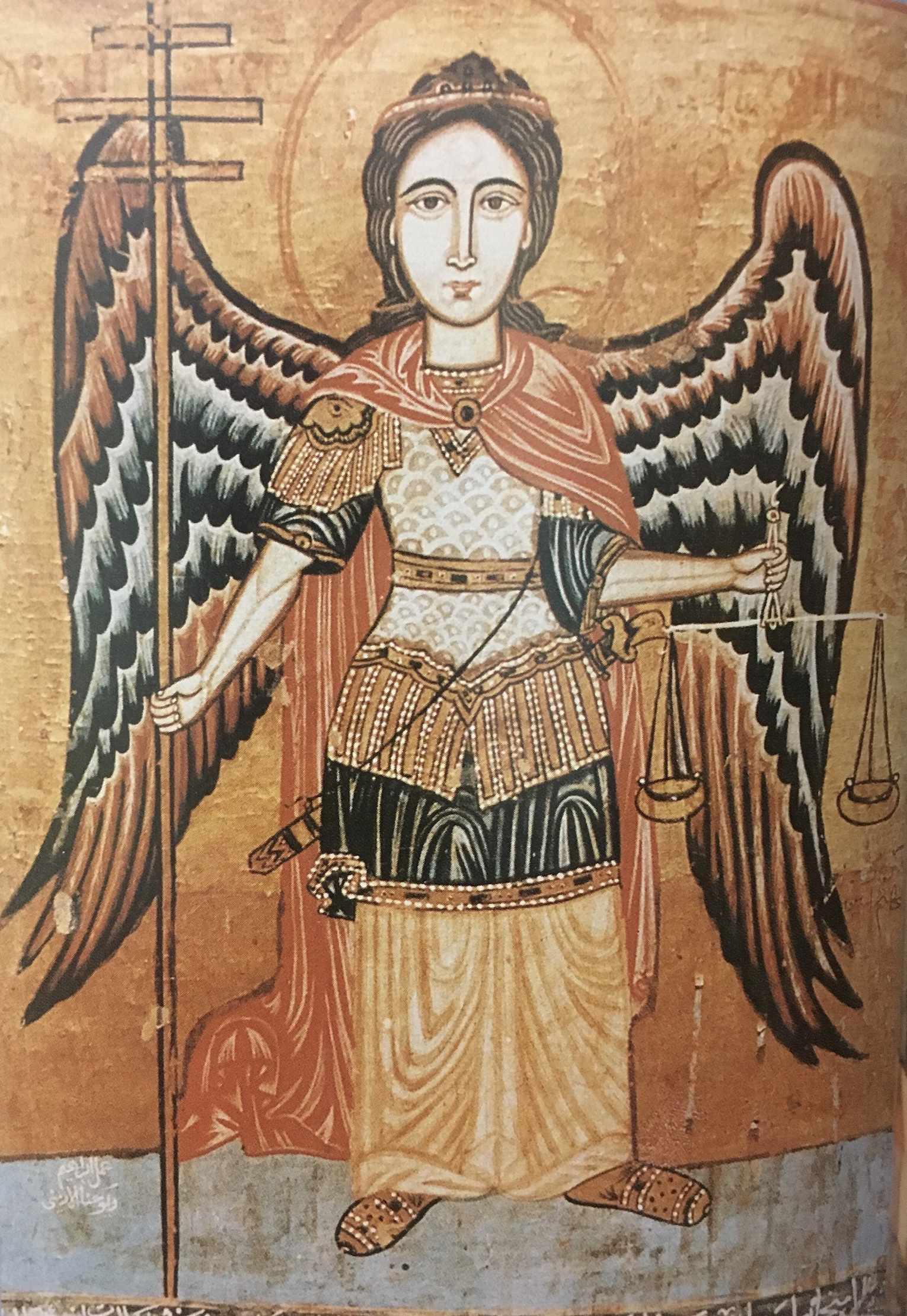
L'archange saint Michel, icône du XVIIIe siècle. Musée copte du Caire. Illustration figurant dans L'Égypte copte. Les chrétiens du Nil, p. 88.

- L'archange saint Michel, icône du XVIIIe siècle. Musée copte du Caire. Illustration figurant dans L'Égypte copte. Les chrétiens du Nil, p. 88.Les Bahā'īs. Peuple de la triple unité, Turnhout, Brepols, 1987, 202 p. (ISBN 978-2-503-82347-8)
- Les Coptes, Turnhout, Brepols, coll. « Fils d'Abraham », 1990, 240 p. (ISBN 978-2-503-50532-9)
- Les catholiques français, Turnhout, Brepols, coll. « Fils d'Abraham », 1992, 276 p. (ISBN 978-2-503-50278-6)
- L'Égypte copte. Les chrétiens du Nil, collection «  » (nº 395), série Religions. Éditions Gallimard, 2000, Gallimard, coll. « Découvertes Gallimard / Religions » (no 395), 2000, 144 p. (ISBN 978-2-070-53512-5)Trad. en anglais, Thames & Hudson, 2001 / Harry N. Abrams, 2001
- Coptes du Nil. Entre les pharaons et l'Islam, ces chrétiens d'Égypte aujourd'hui (Photos de Nabil Boutros), L'Archange Minotaure, 2007, 280 p. (ISBN 978-2-354-63006-5)
- La girafe dans l'Égypte ancienne et le verbe « sr ». Étude de lexicographie et de symbolique animalière (préf. de Claude Vandersleyen), Bruxelles, Société Belge d'Études Orientales, coll. « Subsides Acta Orientalia » (no IV), 2010, 656 p. (ISBN 978-2-960-10120-1, présentation en ligne, lire en ligne)

### Participation à des ouvrages collectifs
- P.-M. Bogaert (Dir.), Les Bibles en français. Histoire illustrée du moyen âge à nos jours, Tunhout, Brepols, 1991, 280 p. (ISBN 978-2-503-50059-1, présentation en ligne)
- Marie-Hélène Rutschowscaya (dir.), L'Art copte en Égypte. 2000 ans de christianisme, Paris, Gallimard - Institut du monde arabe, 2000, 256 p. (ISBN 978-2-843-06061-8)Édité à l'occasion de l'exposition "L'art copte en Égypte, 2000 ans de christianisme", présentée à L'Institut du Monde arabe, 16 mai au 3 septembre 2000